# Terinos phalaris
Terinos phalaris är en fjärilsart som beskrevs av Gustav Weymer 1887. Terinos phalaris ingår i släktet Terinos och familjen praktfjärilar. Inga underarter finns listade i Catalogue of Life.